# 弗朗索瓦-诺埃尔·巴贝夫
弗朗索瓦-诺埃尔·巴贝夫（法語：François-Noël Babeuf，法語：[fʁɑ̃swa nɔɛl babœf]；1760年11月23日—1797年5月27日），也被称为“格拉古”·巴贝夫，法国大革命时期空想社会主义者、革命家、记者。他的报纸《人民论坛报》以拥护穷人和呼吁民众反抗法国督政府而闻名，是民主理念和废除私有财产的主要倡导者。巴贝夫的言行激怒了正在四处打击激进派敌人的政府当局，尽管他的雅各賓派朋友尽力想救下他，他还是因发起领导平等派密谋而被处决。
他的绰号“格拉古”将他比作古罗马人民的护民官格拉古兄弟。尽管无政府主义者和共产主义者这两个词在巴贝夫的生前并不存在，但后来的学者们都使用它们来描述他的思想。在英语中，“共产主义”一词最初由古德温·巴姆比使用，那时他在与被他描述为“巴贝夫门徒”的人进行对话。巴贝夫被称为“第一个共产主义革命者”。
在政治哲学方面，巴贝夫曾写道：“社会的运作方式应当一劳永逸地消除一个人变得比其他人更富有、更聪明、更强大的愿望。”在《平等宣言》中，巴贝夫写道：“法国大革命只不过是另一场革命的先驱，更大的、更庄严的革命，这也将是最后的革命。”

## 早年生活
1760年11月23日，巴贝夫出生在法国圣康坦镇附近的圣尼凯斯。他的父亲叫克劳德·巴贝夫，他曾于1738年从法国皇家陆军叛逃至奥地利的玛丽亚·特蕾莎，据说被擢升到少校军衔。1755年叛逃行为被赦免后，克劳德回到法国，但很快陷入贫困，不得不做临时工来养家糊口。巴贝夫在家庭中早年所受的艰辛影响了他日后政治观点的发展。
父亲对巴贝夫有过基础教育，但直到法国大革命爆发之前，他一直是一名家庭佣人，从1785年起担任梗犬专员（commissaire à terrier），协助贵族和僧侣维护他们对农民的封建权利。后来巴贝夫被指责抛弃了封建贵族，他解释说是“法国大革命的太阳”使他重新审视“母亲般的封建制度”，将其视作“有一百个头的怪兽海卓拉”。

## 革命活动
革命开始时，巴贝夫在鲁瓦为一名土地测量员工作。他的父亲于1780年去世，那时的他必须供养母亲、妻子、两个孩子和兄弟姐妹，巴贝夫的家庭负担十分沉重。
巴贝夫是一位多产的作家，他曾给阿拉斯学院的一位秘书写过一系列关于文学的信，在1787年3月21日的一封中，他展露了自己未来社会主义主张的萌芽。1789年，他起草了罗伊镇选民纪要，其中第一款便要求废除封建权利。1789年7月至10月，他住在巴黎，主管出版了他的第一部作品《1789年暨法国共和元年献给国民议会的国家地籍登记簿》（Cadastre perpetuel, dedié a l'assemblée nationale, l'an 1789 et le premier de la liberté française），这部作品写于1789年，次年出版。同年，他出版了一本小册子，反对封建协助税和盐稅。他为此被告发逮捕，但随后被临时释放了。

### 政治著作和监禁
10月，他回到罗伊镇，创立了一份有40期的政治期刊《皮卡第通讯》（Correspondant Picard）。巴贝夫利用他的期刊鼓动支持建立累进税制，并谴责国民立法议会1791年的选举打算使用“普查选举权”，在该选举计划中，公民的选票将根据他们的社会地位来赋予权重。因为这些政治活动，他于1790年5月19日再次被捕，但让-保罗·马拉在全国范围内向督政府施压，他于7月在联盟节前获释。11月，巴贝夫被选举为罗伊镇的市政厅成员，但随后被驱逐。
1791年3月，巴贝夫被任命为罗伊镇公布国有财产（biens nationaux）调查报告的专员，他又于1792年9月被选举为索姆省总理事会成员。但巴贝夫和主行政长官、后任国民公会代表的安德烈·杜蒙（André Dumont）不和，这迫使巴贝夫转任蒙迪迪埃区行政长官一职。
任上，因在国家土地转让契约中更改了某个姓名，巴贝夫被指控欺诈，虽然错误可能是他因为疏忽造成的，但是，由于不相信索姆省法官会公正判决，他逃到了巴黎，并于1793年8月23日被索姆省法庭以缺席藐视法庭为由判处20年监禁。同时，他被任命为巴黎自治政府救济委员会干事（comité des subsistances)。
亞眠的法官派一名准尉去追捕巴贝夫，于共和二年（即1793年）雾月将他逮捕。法国最高法院以“形式不完善”为由否决了对他的判决，抢在埃纳省法庭让他受审，最终于1794年7月18日宣判他无罪。此时离热月政变仅剩几天。
巴贝夫随后返回巴黎，在1794年9月3日主持发行了刊物《印刷自由期刊》（Journal de la Liberté de la Presse）的第一期，这部刊物后来改名《人民讲坛》（Le Tribun du Peuple）。1794年7月28日，马克西米连·罗伯斯庇尔被处死，恐怖时期结束，白色恐怖又随之而来。尽管恐怖时期的政治家已经失势，自称“格拉古·巴贝夫”的他仍坚守他们的既定目标：要“事实上”实现自由，而非仅是“口头宣布”。尽管如此，对恐怖时期他评论道：“我反对他们系统的（恐怖统治）这个特定方面。”巴贝夫从社会主义的角度抨击了热月政变的领导人和大革命的经济成果，还为将女性吸纳进组织社团而奔走疾呼。
他的立场即使在雅各賓俱樂部内也很少有支持者，十月份他又被捕入狱，羁押在阿拉斯。在这里他受到了其他政治犯的影响，尤其是菲利普·布纳罗蒂、西蒙·杜坡莱、勒内-弗朗西斯·勒布瓦（René-François Lebois）。在狱中，巴贝夫蜕变成了坚定的革命拥护者，并坚信只有恢复共和元年宪法才能达成他的目标。这部宪法曾在全民公投中被批准，却从未被落实。
1795年2月，巴贝夫又一次被捕，一群年轻的反革命暴徒（jeunesse dorée）为了将雅各宾主义斩草除根，焚毁了巴贝夫的《人民讲坛》期刊印刷物。由于雅各宾派政府发行的指券价格暴跌，法国经济状况骇人，巴贝夫可能在这一时期陷入默默无闻的境地。

### 平等派密谋
督政府处理经济危机的一些尝试给予了巴贝夫实现抱负的历史机遇。新政府意图废除以全法国为代价，只惠泽巴黎一地的体制。1796年2月20日，为达成这一目的，政府计划取消以名义价格廉价出售面包和肉类。消息一出举国哗然，工人和广大的无产阶级曾受这个政策吸引来到巴黎，收入靠政府随意设置价格的指券支付的房东和政府官员也感受了饥荒的威胁。政府最后屈服于强烈抗议，还尝试通过将有权受到救济的人们划分成不同阶级来缓和问题，可结果只是增加了人民的不满和警觉。
人民的普遍苦难给巴贝夫对现有体制的强烈抨击又添了一把火，给了他发声的机会。他在小圈子集结了一群拥趸，被称为“平等派”（Societé des égaux），他们很快又和雅各宾俱乐部的残党在先贤祠会面合并。1795年11月，警察报告到巴贝夫公开宣扬“起义、叛乱和共和元年宪法”。这个群体也受到席尔凡·马雷夏尔的影响，他创作了平等宣言（Le Manifeste des Egaux），是巴贝夫的同情者。
一时间，政府密切监视着巴贝夫却放任他四处活动，因为督政府也在左派的煽动中获益，左翼活动抑制了保王党推翻督政府的动作。而大多数工人都有些排斥巴贝夫嗜杀的斗争主张，即使持有最极端观点的人也是，警察说他的煽动甚至增加了人们对督政府的支持，雅各宾派当场拒绝承认巴贝夫和勒布瓦是残暴的“割喉杀人狂” （égorgeurs）。
尽管如此，经济危机仍加强了巴贝夫的影响力。1796年2月27日，拿破仑关闭了先贤祠的俱乐部，巴贝夫便加强了他的活动。他用假名发布了论文《是人民侦查员，也是两千五百万受压迫人民的捍卫者》（Eclaireur du Peuple, ou le Défenseur de Vingt-Cinq Millions d'Opprimés），此文一出便在地下传遍了巴黎的大街小巷。
同时，巴贝夫的第40期《人民讲坛》引起了巨大的轰动，它极力称赞九月屠杀的始作俑者“值得全国人民的善待”，宣称再来一个“二次九月”才能摧毁这个充斥着“饥荒制造者、吸血鬼、暴君、刽子手、无赖、江湖骗子”的督政府。
全国各阶级的苦难仍在继续，督政府在三月份尝试发行新债权来代替指券，尽管带来了一些希望，但很快督政府的尝试就破灭了，主权违约的传言使得数以千计的下层人士集结在了巴贝夫的主张下。1796年4月4日，政府收到情报称有五十万巴黎市民渴求解放。从4月11日起，巴黎城市里张贴满了题为“对巴贝夫的教导之分析”的海报（Analyse de la Doctrine de Baboeuf），开头写到“大自然早已赋予了每个人平等享有全人类财产的权利”，并以呼吁恢复共和元年宪法结尾。

### 逮捕和处决
巴贝夫和他的共犯将在旺多姆新成立的高级法院受审，当1796年8月27日和28日他们被从巴黎转移时，一些人尝试暴动来解救他们，但很快被镇压下去。1796年9月7日，500到600个雅各宾派试图策反格勒纳勒的士兵，但最终也失败了。
在旺多姆的审判在1797年2月20日开始，尽管很多要人都卷入了这场密谋，但政府把巴贝夫一人描绘成了背后主使，他自己的虚荣也被政府利用谋了方便。1797年5月26日，巴贝夫被宣判死刑，其他一些共犯包括菲利普·布纳罗蒂被宣判流放，剩下的从众被无罪释放。次日，巴贝夫被拒绝上诉，在旺多姆被送上了断头台，时年36岁。
他的尸体被转运去了卢瓦-谢尔省旺多姆的墓地，被埋葬在群葬坑里。

## 巴贝夫主义
巴贝夫的政治思想被称为巴贝夫主义。巴贝夫主义主张废除私有制，建立一个“普遍幸福”的、“人人平等”的社会。它设想通过“全民公社”采取一系列立法措施，逐步消灭私有制，并过渡到以农业为核心、具有平均主义和禁欲主义特征的“共产主义公社”。